# 布里苏沙莱
布里苏沙莱（法語：Brie-sous-Chalais，法語發音：[bʁi su ʃalɛ]，意为“沙莱下方的布里”）是法国夏朗德省的一个市镇，属于昂古莱姆区。

## 地理
布里苏沙莱（45°18'54"N, 0°0'22"E）面积10.34 平方千米，位于法国新阿基坦大区夏朗德省，该省份为法国西部内陆省份，北起德塞夫勒省和维埃纳省，东临上维埃纳省，东南至多尔多涅省，南至多爾多涅省，西接滨海夏朗德省。
与布里苏沙莱接壤的市镇（或旧市镇、城区）包括：巴尔德纳克、布罗萨克、沙蒂尼亚克、屈拉克、蒙布瓦耶、圣洛朗德孔布。

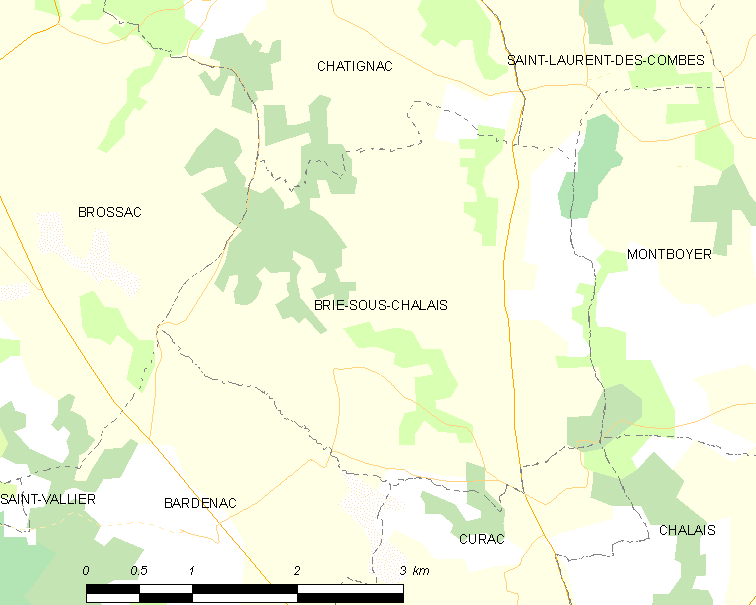
布里苏沙莱的OSM定位图

布里苏沙莱的时区为UTC+01:00、UTC+02:00（夏令时）。

## 行政
布里苏沙莱的邮政编码为16210，INSEE市镇编码为16063。

## 政治
布里苏沙莱所属的省级选区为蒂德-拉瓦莱特县。

## 人口

1962-2008年间布里苏沙莱人口变化图示

布里苏沙莱于2022年1月1日时的人口数量为158人。